# Осиці
Осиці (пол. Osice, нім. Wossitz) — село в Польщі, у гміні Сухий Домб Ґданського повіту Поморського воєводства.
Населення — 326 осіб (2011).
У 1975-1998 роках село належало до Гданського воєводства.

## Демографія
Демографічна структура станом на 31 березня 2011 року:
|          | Загалом | Допрацездатний вік | Працездатний вік | Постпрацездатний вік |
| -------- | ------- | ------------------ | ---------------- | -------------------- |
| Чоловіки | 157     | 40                 | 107              | 10                   |
| Жінки    | 169     | 46                 | 92               | 31                   |
| Разом    | 326     | 86                 | 199              | 41                   |